# Polla de les Filipines
La polla de les Filipines (Amaurornis olivacea) és una espècie d'ocell de la família dels ràl·lids (Rallidae) que habita terrenys humits de les Filipines, fora de Palawan i l'arxipèlag de Sulu.